# Port lotniczy Dera Ismail Khan
Port lotniczy Dera Ismail Khan (IATA: DSK, ICAO: OPDI) – międzynarodowy port lotniczy położony w mieście Dera Ismail Khan, w prowincji Chajber Pasztunchwa, w Pakistanie.